# Unione Sportiva Fiumana 1938-1939
Questa voce raccoglie le informazioni riguardanti l'Unione Sportiva Fiumana nelle competizioni ufficiali della stagione 1938-1939.

## Rosa
| N. |                   | Ruolo | Calciatore        |
| -- | ----------------- | ----- | ----------------- |
|    | Italia (bandiera) | C     | Pompeo Bertok     |
|    | Italia (bandiera) | P     | Tullio Dapretto   |
|    | Italia (bandiera) |       | Mario Grossi      |
|    | Italia (bandiera) | A     | Rodolfo Kregar    |
|    | Italia (bandiera) | C     | Ervino Loik       |
|    | Italia (bandiera) |       | Emilio Lorenzutti |
|    | Italia (bandiera) |       | Stellio Malabotti |
|    | Italia (bandiera) | D     | Giovanni Maras    |

| N. |                   | Ruolo | Calciatore            |
| -- | ----------------- | ----- | --------------------- |
|    | Italia (bandiera) | P     | Alfredo Otmarich      |
|    | Italia (bandiera) |       | Donato Pagnoni        |
|    | Italia (bandiera) | C     | Carlo Sepich          |
|    | Italia (bandiera) | A     | Oscarre Spadavecchia  |
|    | Italia (bandiera) | D     | Vladimiro Tiblias     |
|    | Italia (bandiera) | A     | Rodolfo Volk          |
|    | Italia (bandiera) | C     | Antonio Zidarich (II) |

## Risultati

### Serie C

#### Girone A

##### Girone di andata
| Verona 18 settembre 1938 1ª giornata | Audace SME | 0 – 0 | Fiumana |  |

| Fiume 25 settembre 1938 2ª giornata | Fiumana | 0 – 1 | Mestre |  |

| Treviso 2 ottobre 1938 3ª giornata | Treviso | 0 – 0 | Fiumana |  |

| Fiume 9 ottobre 1938 4ª giornata | Fiumana | 2 – 0 | Ponziana |  |

| Valdagno 16 ottobre 1938 5ª giornata | Marzotto Valdagno | 0 – 0 | Fiumana |  |

| Fiume 30 ottobre 1938 6ª giornata | Fiumana | 1 – 0 | CRDA Monfalcone |  |

| Udine 6 novembre 1938 7ª giornata | Udinese | 1 – 3 | Fiumana |  |

| Fiume 13 novembre 1938 8ª giornata | Fiumana | 1 – 0 | Ampelea |  |

| Arsia 27 novembre 1938 9ª giornata | Arsa | 1 – 1 | Fiumana |  |

| Fiume 11 dicembre 1938 10ª giornata | Fiumana | 4 – 1 | Grion Pola |  |

| Vicenza 18 dicembre 1938 11ª giornata | Vicenza | 2 – 0 | Fiumana |  |

| Fiume 1 gennaio 1939 12ª giornata | Fiumana | 2 – 0 | Rovigo |  |

| Gorizia 8 gennaio 1939 13ª giornata | Pro Gorizia | 1 – 7 | Fiumana |  |

##### Girone di ritorno
| Fiume 15 gennaio 1939 14ª giornata | Fiumana | 1 – 0 | Audace SME |  |

| Mestre 22 gennaio 1939 15ª giornata | Mestre | 1 – 0 | Fiumana |  |

| Fiume 29 gennaio 1939 16ª giornata | Fiumana | 2 – 2 | Treviso |  |

| Trieste 5 febbraio 1939 17ª giornata | Ponziana | 1 – 0 | Fiumana |  |

| Fiume 12 febbraio 1939 18ª giornata | Fiumana | 2 – 1 | Marzotto Valdagno |  |

| Monfalcone 19 febbraio 1939 19ª giornata | CRDA Monfalcone | 0 – 2 | Fiumana |  |

| Fiume 5 marzo 1939 20ª giornata | Fiumana | 0 – 0 | Udinese |  |

| Isola d'Istria 12 marzo 1939 21ª giornata | Ampelea | 0 – 3 | Fiumana |  |

| Fiume 19 marzo 1939 22ª giornata | Fiumana | 0 – 1 | Arsa |  |

| Pola 2 aprile 1939 23ª giornata | Grion Pola | 2 – 0 | Fiumana |  |

| Fiume 10 aprile 1939 24ª giornata | Fiumana | 2 – 2 | Vicenza |  |

| Rovigo 16 aprile 1939 25ª giornata | Rovigo | 1 – 0 | Fiumana |  |

| Fiume 23 aprile 1939 26ª giornata | Fiumana | 2 – 1 | Pro Gorizia |  |

### Coppa Italia
| Treviso 11 settembre 1938 Primo turno | Treviso | 3 – 1 | Fiumana |  |